# Dolmen des Rossignols
Der Dolmen des Rossignols (an der Allée des Rossignols gelegen) liegt etwa 600 m vom Meer, südlich der Loiremündung, in Saint-Brévin-l’Océan, einem Ortsteil von Saint-Brevin-les-Pins im Département Loire-Atlantique in Frankreich. Dolmen ist in Frankreich der Oberbegriff für Megalithanlagen aller Art (siehe: Französische Nomenklatur).
Das Denkmal liegt in einem Wohngebiet auf einem Hügel und besteht aus einer etwa 4,0 × 4,0 m großen eingetieften Kammer. Es besteht zudem aus einem nach Südwesten orientierten Gang, der zu der gestörten Kammer führt. Die Tragsteine und ein verlagerter, etwa 4,0 m langer, 2,5 m breiter und etwa einen Meter dicker Deckstein (einer fehlt) sind erhalten. Eine Reihe von Kerben weist auf einen missglückten Versuch der Spaltung.

## Tourismus
Über Saint-Nazaire bzw. Saint-Brévin-l’Océan verläuft die Route Bleue (deutsch „Blaue Route“), an der elf bedeutende prähistorische Megalithmonumente liegen. Darunter befindet sich der Tumulus von Dissignac (No. 1) nahe der Stadt. Unter den Dolmen der Croix de Sandun (3), der Kerbourg (4), der du Riholo (5), der Dolmen des Rossignols (6), der Tumulus von Mousseaux westlich von Pornic (9), der la Joselière (10) und der du Pré d’Aire (11) sind die Nr. 9–11 an der Pays de Rets besonders bekannt. Dazu kommen drei Menhire: der Menhir von Bissin (No. 2), der 2,1 m hohe Pierre de Couche (7) und der etwa 2,7 m hohe Menhir de la Pierre Attelée (8), der seit 1992 als historisches Denkmal klassifiziert ist.